# Antònia Real Horrach
Antònia Real Horrach (Palma, 14 de setembre de 1963) és una exnedadora mallorquina, fou campiona d'Espanya en 800 metres lliures el 1975 i el 1978, i en 400 m. els anys 1976 i 1977. Participà en els Jocs Olímpics de Mont-real 1976.
Conserva el rècord de la participant més jove en uns JJOO, els de Mont-real, quan tenia poc més de 12 anys i deu mesos. També va ser la primera esportista olímpica de les Illes Balears.
Després va estudiar ciències de la salut.